# Combat d'Arroyomolinos
Guerre d'Espagne
Batailles
- Olivença (01-1811)
- Gebora (02-1811)
- Campo Maior (03-1811)
- 1re Badajoz (04-1811)
- Fuentes de Oñoro (05-1811)
- Albuera (05-1811)
- Usagre (05-1811)
- Cogorderos (06-1811)
- Carpio (09-1811)
- El Bodón (09-1811)
- Aldeia da Ponte (09-1811)
- Arroyomolinos (10-1811)
- Tarifa (12-1811)
- Navas de Membrillo
- Almagro (01-1812)
- 2e Ciudad Rodrigo (01-1812)
- 2e Badajoz (03-1812)
- Villagarcia (04-1812)
- Almaraz (05-1812)
- Maguilla (06-1812)
- Arapiles (07-1812)
- García Hernández (07-1812)
- Majadahonda (08-1812)
- Retiro (08-1812)
- Madrid (08-1812)
- Burgos (09-1812)
- Villodrigo (10-1812)
- Tordesillas (10-1812)
- Alba de Tormes (11-1812) (es)
- San Muñoz (11-1812)

Le combat d'Arroyomolinos, ou combat d'Arroyo Molinos, se déroule le 28 octobre 1811 à Arroyomolinos en Espagne. Le général britannique Rowland Hill y détruit la division française du général Jean-Baptiste Girard.

## Contexte
Après l'abandon de Badajoz et la bataille de Fuentes de Oñoro, les Anglais se sont repliés au Portugal. Le général Drouet d'Erlon commande le 5e corps regroupé autour de Merida, face au corps anglais du général Hill.
À la fin du mois d'octobre 1811, la division du général Girard se porte sur Caceres pour y lever des contributions. L'apprenant, le général Hill s'avance vers les Français et les rejoint dans la nuit du 27 au 28 octobre près du village d'Arroyomolinos.

## Déroulement
L'arrivée des Anglais surprend complètement les Français. La première offensive anglaise a lieu sur la gauche française, à 8 heures du matin. Les Britanniques parviennent à tourner les Français et les somment de se rendre. Ceux-ci s'ouvrent un passage à la baïonnette à travers les rangs anglais vers le col de Montanchez. Arrivé au col, ils doivent le prendre de vive force car les Anglais l'ont atteint les premiers. Ces derniers n'abandonnent la poursuite que lorsque la division Girard gagne les hauteurs de San Hernando.

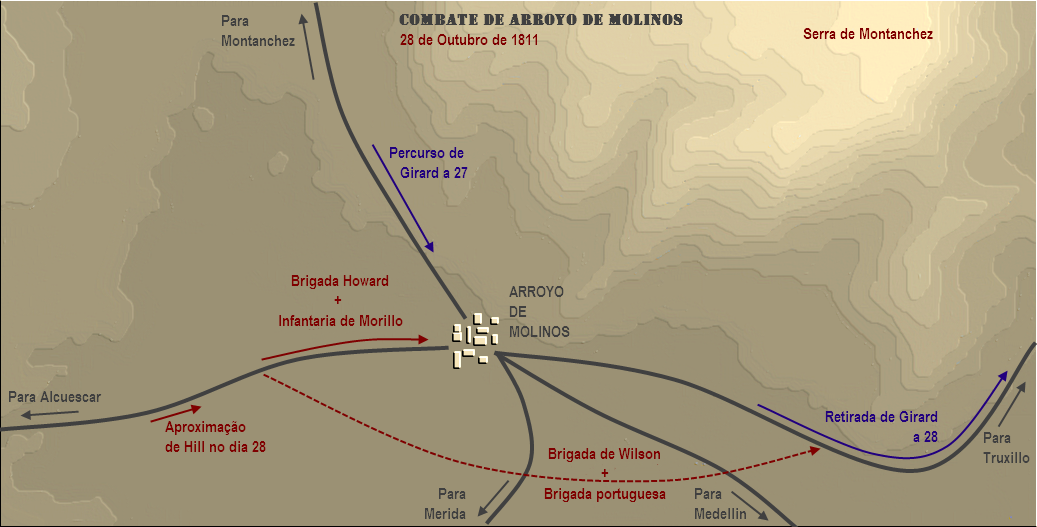
Carte du combat d'Arroyomolinos le 28 octobre 1811.

## Conséquences
La division Girard subit de lourdes pertes. Thiers cité par Alain Pigeard indique qu'elle compte 600 morts et blessés, tandis que Nicole Gotteri donne 900 morts. De plus, les Anglais font entre 700 et 1 300 prisonniers  dont le général de brigade Bron de Bailly et le duc d'Arenberg,. Ce dernier est une prise importante en tant que prince souverain d'un des états de la confédération du Rhin. Les Anglo-espagnols, eux, ne comptent que 37 tués et 64 blessés.
Disgracié par Napoléon à la suite de cette défaite, Girard doit remettre le commandement de sa division au général Pierre Barrois.